# Sylvia Park
El Sylvia Park es un gran centro empresarial y comercial en el suburbio de Auckland del monte Wellington, en Nueva Zelanda. El área alrededor del centro (que incluye algunos desarrollos residenciales, comerciales y otros) también se llama Sylvia Park (el centro debe su nombre a la zona, y no al revés, pero Sylvia Park no es oficialmente un suburbio) El espacio para tiendas en el desarrollo Sylvia Park permiten funcionar a una amplia variedad de los principales minoristas, con inquilinos clave, incluyendo The Warehouse extra, Hoyts Cinemas, Whitcoulls, Dick Smith Powerhouse, así como los supermercados Pak'n Save y Countdown.